# 安家坡东乡族乡
安家坡东乡族乡是中华人民共和国甘肃省临夏回族自治州临夏县下辖的一个民族乡。

## 行政区划
安家坡东乡族乡下辖以下村级行政区划单位：
中寨村、史楼村、安家坡村和北小塬村。